# Riesbürg
Riesbürg är en kommun i Ostalbkreis i regionen Ostwürttemberg i Regierungsbezirk Stuttgart i förbundslandet Baden-Württemberg i Tyskland. Den tidigare kommunen Goldburghausen uppgick i Pflaumloch 1 april 1972 och Utzmemmingen 1 januari 1973. Namnet på Pflaumloch ändrades till det nuvarande 25 juli 1973.
Kommunen ingår i kommunalförbundet Bopfingen tillsammans med staden Bopfingen och kommunen Kirchheim am Ries.